# Blaboplutodes missilorum
Blaboplutodes missilorum là một loài bướm đêm trong họ Geometridae.